# Postawki (Litwa)
Postawki (lit. Pastovai) − wieś na Litwie, w rejonie solecznickim, 3 km na wschód od Turgieli, zamieszkana przez 6 ludzi. Przed II wojną światową w Polsce, w powiecie wileńsko-trockim województwa wileńskiego.